# Москакасинське сільське поселення
Москака́синське сільське поселення (рос. Москакасинское сельское поселение) — муніципальне утворення у складі Моргауського району Чувашії, Росія. Адміністративний центр — присілок Москакаси.

## Склад
До складу поселення входять такі населені пункти:
| Населений пункт          | Населення, осіб (2010) |
| ------------------------ | ---------------------- |
| Ахманеї, село            | 130                    |
| Ехветкаси, присілок      | 42                     |
| Івановка, присілок       | 116                    |
| Калмиково, присілок      | 121                    |
| Лісові Хачики, присілок  | 138                    |
| Максікаси, присілок      | 17                     |
| Москакаси, присілок      | 808                    |
| Мурзаково, присілок      | 96                     |
| Нижні Хачики, присілок   | 175                    |
| Пожедановка, присілок    | 12                     |
| Польові Хачики, присілок | 252                    |
| Рикакаси, присілок       | 111                    |
| Сергієвка, присілок      | 21                     |
| Сідуккаси, присілок      | 231                    |
| Сюлеменькаси, присілок   | 66                     |

Нежилі населені пункти: Петровка.